# مرکز تئاتر ورثام
مرکز تئاتر وورثام (به انگلیسی: Wortham Theater Center) یک مرکز هنرهای نمایشی واقع در مرکز شهر هیوستون، تگزاس، ایالات متحده است. مرکز تئاتر وورثام که توسط یوجین اوبری از معماران موریس طراحی شده است، از بودجه خصوصی بالغ بر ۶۶ میلیون دلار ساخته شده است. شهر هیوستون مالک این ساختمان است و شرکت هیوستون فرست این ساختمان را اداره می‌کند.